# ۱۰۲۹ (قمری)
۱۰۲۹ (قمری)، هزار و بیست و نهمین سال در گاهشماری هجری قمری است. اول محرم این سال برابر با هشتم دسامبر سال ۱۶۱۹ میلادی است.